# Maurice Ioos
Maurice Ioos, né le 9 décembre 1902 à Estaires (Nord) et mort le 26 décembre 1979 à Merville (Nord), est un homme politique français.

## Biographie
Cultivateur, il est candidat à la première Assemblée nationale constituante, le 21 octobre 1945, dans la 1re circonscription du Nord.
Placé en troisième position sur une liste MRP qui compte quatre candidats. Ainsi placé, Maurice Ioos n'avait guère de chance d'être élu. Mais le décès au cours de l'élection de la tête de liste, Louis Blanckaert, lui ouvrit les portes du Palais Bourbon.
C'est en vain qu'il sollicita les suffrages de ses concitoyens pour retrouver le chemin de l'Assemblée en 1946 et en 1951.